# La mantide omicida
La mantide omicida (The Deadly Mantis) è un film del 1957 diretto da Nathan H. Juran.
Venne prodotto da William Alland per dare inizio a una nuova serie cinematografica fanta-horror, ma, poiché il film non ottenne il successo sperato gli Universal Studios, decisero di non proseguire.

## Trama
Un improvviso innalzamento di temperatura, dovuto alla conseguenza di un imprevedibile fenomeno meteorologico, risveglia una mostruosa e gigantesca mantide religiosa, che da tempo immemorabile giace in letargo, inglobata tra i ghiacci dell'Artide.
Una volta portato a termine il suo lento e laborioso risveglio, la mostruosa e gigantesca mantide religiosa decolla, allontanandosi rapidamente dalla tundra glaciale, e dopo un lungo e stancante viaggio, raggiunge gli Stati Uniti d'America. La mostruosa creatura giunge quindi nei pressi di un aeroporto, sul quale sfoga le sue ire, seminando panico, morte e distruzione. Durante le schermaglie delle quali si rende protagonista, la mantide gigantesca si ferisce, perdendo un artiglio, che viene in seguito fortunosamente recuperato. A causa di questi avvenimenti, allertato, il colonnello Parkman inizia ad effettuare indagini per conto del governo sulla natura dell'essere presso un avamposto militare sulla Distant Early Warning Line.
Mentre le ricerche effettuate dai militari non approdano a nulla di significativo, a Washington viene inviato l'artiglio della mantide a un paleontologo, il dott. Ned Jackson che, studiato accuratamente il reperto, si rende conto della gravità della situazione, dopo aver scoperto la natura dell'animale a cui questo appartiene. Jackson fruisce anche dell'aiuto di quella che si rivela essere una preziosa alleata, la fotografa Marge Blaine, che si attiva nel recuperare materiale fotografico inerente alla creatura mostruosa.
A causa di quanto sta accadendo, tra il panico e l'apprensione generale passano le ore molto nervosamente. L'avamposto di Parkman viene attaccato e distrutto dalla mantide che dimostra di possedere una fortissima resistenza alle armi convenzionali che l'esercito adopera contro di lei nel vano tentativo di abbatterla. La mantide non solo si dimostra praticamente insensibile ai colpi di arma da fuoco che l'esercito le indirizza contro, ma riesce anche a contrattaccare, facendo una strage di uomini, armi e mezzi, uccidendo tutti i militari. L'unico sopravvissuto alla strage è Parkman, che, disperato e terrorizzato, si dirige in fretta e furia a Washington per avvisare direttamente il presidente degli Stati Uniti e informarlo della gravità della situazione, che si va facendo più critica di minuto in minuto.
Gli spostamenti della creatura vengono frattanto tenuti sotto controllo, mediante l'ausilio dei radar disseminati su tutto il territorio degli Stati Uniti. Si scopre così che essa si è diretta rapidamente verso il Campidoglio e che è in procinto di atterrare nei pressi del Monumento a Washington. L'esercito viene inviato in zona, in concomitanza con un enorme dispiegamento di mezzi, quali aerei, carri armati e batterie di cannoni. Lo scontro finale è cruentissimo, ma, questa volta il potente contingente di aerei militari riesce ad infliggere gravi danni fisici al mostro. Nonostante ciò, la creatura sopravvive e lo scontro si sposta sino all'interno di New York.
Malgrado tutto la mantide omicida resiste a oltranza agli attacchi che le vengono indirizzati, e, pur cominciando a manifestare i primi segni di cedimento, riesce comunque a distruggere moltissimi aerei, riuscendo a decimare l'intero battaglione. Proprio a New York si decidono quindi le sorti degli Stati Uniti, poiché, mentre la creatura, ormai sfibrata, si rifugia sotto l'Holland Tunnel per riprendere le forze, alcuni militari appartenenti ai corpi speciali si infiltrano all'interno del tunnel e la colpiscono ripetutamente, bersagliandola con pesanti cariche di gas nervino. La mostruosa mantide, intossicata irrimediabilmente, soccombe in modo definitivo e l'umanità intera, finalmente liberata da una minaccia così terribile, può tirare un grande sospiro di sollievo.

## Produzione
Il film è stato diretto da Nathan H. Juran su sceneggiatura di Martin Berkeley, noto per essere un visionario e quindi un ottimo elemento per una riuscita cinematografica.
Berkeley si è basato su una storia scritta da William Alland, che ha poi partecipato al film come produttore. 

### Il mostro
Il film offriva allo spettatore un gruppo di attori piuttosto noti nel genere, ma aveva una star che sovrastava tutti: la mantide. La Universal desiderava che il pubblico fosse impressionato dalla storia e a questo scopo fece costruire varie mantidi artificiali. Quella che tecnicamente, per l'epoca, era la più complessa, era la versione volante. Il modello dell'insetto aveva dimensioni piuttosto generose e per il movimento delle ali aveva nell'addome il meccanismo di movimento che era azionato da due piccoli contenitori in metallo caricati ad aria compressa.
Il modello per le scene girate a terra era stato realizzato in maniera molto dettagliata, con particolari minuti e molto realistici, dotato inoltre di zampe articolate. Il movimento avveniva attraverso dei cursori applicati alle zampe che scorrevamo su una piattaforma di legno. Con un poco di attenzione si nota che nel film la mantide a terra è sempre ripresa in modo che la parte terminale delle zampe non si veda. Una testa ed una zampa dell'insetto furono costruite di dimensioni ancora maggiori e vennero utilizzate nella scena finale, dove si vede la mantide accasciata tra decine di automezzi distrutti. In un'unica sequenza venne utilizzata una vera mantide ed è quella in cui l'insetto si arrampica lungo l'obelisco a Washington; questa scena risultò sciatta e poco avvincente e venne poco gradita dal pubblico.

## Nella cultura di massa
- Nella serie televisiva Mystery Science Theater 3000 è stato prodotto un episodio sulla figura della Mantide omicida durante il 1997.
- Nel libro Gli orrori di Shock Street, trentacinquesimo episodio letterario della serie Piccoli brividi, un luna park viene disastrato da un esercito di mantidi religiose giganti e da altre creature dell'immaginario horror di Hollywood.
- Nel videogioco picchiaduro War of the Monsters è presente una mantide gigantesca in tutto e per tutto eguale a quella del film, e come spiegato dai produttori del gioco molti mostri lì messi sono un omaggio al cinema fantascientifico degli anni cinquanta.